# Пломб'єрська угода
Пломб'єрська угода 1858 — таємний союз між Віктором Еммануїлом (Сардинське королівство) і Наполеоном III для ведення війни проти Австрії.
Зустріч Наполеона та п'ємонтського представника графа Кавура відбулася в містечку Пломб'єр-ле-Бен, звідки й назва. 